# Georgi Skalon

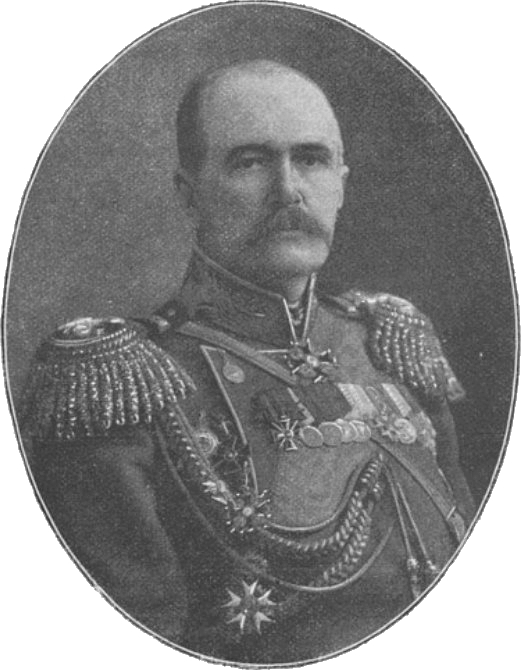
Georg Karl de Scalon en 1905.

Georg Karl de Scallon (en polaco: Gieorgij Skałon; en ruso: Гео́ргий Анто́нович Скало́н, Geórgiy Antónovich Skalón; 24 de octubre de 1847 - 1 de febrero de 1914) fue un general ruso de origen hugonote, Gobernador General de Varsovia y el comandante en jefe del Distrito Militar de Varsovia entre 1905 y 1914.
En 1903 fue nombrado general-ayudante de campo en la corte del zar Nicolás II. En 1905 fue promovido a general de caballería así como gobernador general de Varsovia. Durante la Revolución rusa de 1905 introdujo la ley marcial (el 10 de noviembre) y dio órdenes que llevaron a la dispersión brutal de las multitudinarias protestas en varias ciudades polacas, con muchas fatalidades entre los manifestantes civiles. Por ello, el Partido Socialista Polaco decidió asesinarlo. El 18 de agosto de 1906 Organizacja Bojowa PPS intentó matarlo con dos bombas lanzadas sobre su carruaje (por Wanda Krahelska), pero sobrevivió.
En 1882 Scallon contrajo matrimonio con la Baronesa Marie von Korff. Ella era la hija del coronel del Regimiento Imperial Ruso de Coraceros, el Barón Joseph Kasimir Alexander von Korff (1829-1873) y Ana Myasnikova. Ella era nieta del General de Artillería, Barón Nikolaus Johann Rudolf von Korff (1793-1869).
Recibió la Orden del Príncipe Danilo I y un número de otras condecoraciones.